# Julian Marcuse
Julian Marcuse (* 1. August 1862 in Posen; † 2. Dezember 1942 im Ghetto Theresienstadt) war ein deutscher Psychiater und Autor.

## Leben
Marcuse war der Sohn von Therese Marcuse, geb. Asch, und Josef Marcuse. Julian Marcuse und seine Ehefrau Maria, geb. Kolb, hatten drei Kinder. Er studierte Medizin und wurde 1887 an der Universität Würzburg promoviert. Im Jahr 1905 begründete er das Sanatorium Ebenhausen, dessen ärztliche Leitung er bis zum Jahr 1923 übernahm. Danach praktizierte er als Nervenarzt in München.
Marcuse, der Mitglied im Bund für Mutterschutz und mit Helene Stöcker befreundet war, verfasste zahlreiche Schriften zum Thema Geburtenkontrolle. In Partenkirchen leitete er um die Jahrhundertwende das Sanatorium Wigger.
Wegen seiner jüdischen Abstammung wurde Marcuse im Jahr 1938 die Approbation entzogen. 1942 wurde er nach Theresienstadt deportiert und ermordet.

## Schriften (Auswahl)
Monographien:
- Geschlechtliche Erziehung in der Arbeiterfamilie. Berlin: Vorwärts, 1911.
- Die Beschränkung der Geburtenzahl, ein Kulturproblem. München: Reinhardt, 1913.
- Die Fruchtabtreibung in Gesetzgebung und ärztlichem Handeln. München: Pflaum, 1924.
- Geburtenregelung, die Forderung der Zeit. München: Püttmann, 1928.
- Warum Geburtenregelung? Abtreibung oder Verhütung? Mittel und Methoden der Verhütung. Berlin: Hauptausschuss für Arbeiterwohlfahrt, 1930.
- Bäder und Badewesen in Vergangenheit und Gegenwart. Eine kulturhistorische Studie. Stuttgart: Enke, 1903 (Digitalisat).

Aufsätze:
- Abraham Kuhn, Professor der Ohrenheilkunde. In: Anton Bettelheim (Hrsg.): Biographisches Jahrbuch und Deutscher Nekrolog. V. Band (1901). Berlin 1903.
- Geburtenregelung. In: Der sozialistische Arzt. Bd. V (1929), H. 1 (März), S. 15–19 (Digitalisat).
- Doktrin oder Leben? In: Der sozialistische Arzt. Bd. V (1929), H. 2 (Juni), S. 54–57 (Digitalisat).
- Arbeitgeberverbände und Krankenkassen. In: Der sozialistische Arzt. Bd. VI (1930), H. 3 (Juli), S. 98 (Digitalisat)
- IV. Internationaler Kongress für Geburtenregelung. In: Der sozialistische Arzt. Bd. VI (1930), H. 4 (Oktober), S. 181 f. (Digitalisat).
- Zur Psychologie des Sozialversicherten. Eine Erwiderung. In: Der sozialistische Arzt. Bd. VII (1931), H. 1 (Januar), S. 20–22 (Digitalisat).
- Die deutschen Gynäkologen und die Geburtenregelung. In: Der sozialistische Arzt. Bd. VII (1931), H. 7 (Juli), S. 184 f. (Digitalisat).
- Mieczyslaw Epstein †. In: Der sozialistische Arzt. Bd. VII (1931), H. 10 (Oktober), S. 268 f. (Digitalisat).
- Geschlecht gegen Rasse. In: Der sozialistische Arzt. Bd. VIII (1932), H. 2–3 (Februar–März), S. 54 f. (Digitalisat).
- Nationalsozialistische Rassenexperimente. In: Der sozialistische Arzt. Bd. VIII (1932), H. 4–5 (April–Mai), S. 76–78 (Digitalisat).